# Васильев, Дмитрий Павлович
Дмитрий Павлович Васильев (1904—1944) — капитан Рабоче-крестьянской Красной Армии, участник Великой Отечественной войны, Герой Советского Союза (1944).

## Биография
Дмитрий Васильев родился 26 октября 1904 года в селе Обручёвка (ныне — Кизильский район Челябинской области) в крестьянской семье. Окончил начальную школу. В 1927—1932 годах проходил службу в Рабоче-крестьянской Красной Армии. После демобилизации Васильев работал председателем Пахтакорского районного совета Осоавиахима Самаркандской области Узбекской ССР. В 1941 году он был повторно призван на службу в армию. С декабря того же года — на фронтах Великой Отечественной войны. Принимал участие в боях на Брянском, Воронежском, Западном и 1-м Украинском фронтах. В 1942 году Васильев вступил в ВКП(б). К началу 1944 года Васильев командовал эскадроном 50-го гвардейского кавалерийского полка 13-й гвардейской кавалерийской дивизии 6-го гвардейского кавалерийского корпуса 13-й армии 1-го Украинского фронта. Отличился во время освобождения Волынской области Украинской ССР.
31 января 1944 года в ходе боя за посёлок Цумань эскадрон Васильева сумел захватить переправу через реку Цумань и захватил посёлок, оттеснив вражеские подразделения. Немецкие войска предприняли контратаку, отрезав кавалеристов от основных сил. В течение 18 часов они вели бой в окружении, отбив 18 контратак противника. В ходе этих боёв эскадрон уничтожил более 400 вражеских солдат и офицеров, 5 автомашин с боеприпасами, 4 дзота. В боях Васильев дважды был ранен, но поля боя не покинул, продолжая руководить действиями своего подразделения, лично уничтожив около 50 немецких солдат и офицеров. Подняв бойцов в атаку, Васильев способствовал прорыву эскадроном окружения. В этом бою Васильев погиб. Похоронен в братской могиле в посёлке Колки.
Указом Президиума Верховного Совета СССР от 25 августа 1944 года за «образцовое выполнение боевых заданий командования на фронте борьбы с немецкими захватчиками и проявленные при этом мужество и героизм» гвардии капитан Дмитрий Васильев посмертно был удостоен высокого звания Героя Советского Союза. Также был награждён орденами Ленина, Отечественной войны 1-й и 2-й степеней, двумя орденами Красной Звезды. В честь Васильева названа улица в Цумани, на месте гибели и в посёлке Акташ Самаркандской области установлены памятники Герою.